# 伊梅雷蒂大區
伊梅雷蒂，又译为伊梅列季，是格魯吉亞的一個大区，位於該國西部里奧尼河中上游地區。区府为庫塔伊西。大区面積为6,680平方公里，2021年人口数量为481,473人。
该大区东北角一小部分不在格鲁吉亚的实际控制下，这一片区域被俄罗斯扶持的南奥塞梯政府控制。

## 历史
早期有拉齊卡王國，西元523年接受了基督宗教。975至1466年是格魯吉亞王國的一部分。至1810年為伊梅雷蒂王国，後併入俄罗斯帝国。1918至1921年為格魯吉亞民主共和國一部份，後來併入蘇聯。1991年成為格魯吉亞的一部分。

## 行政区划
伊梅雷蒂大区包括12个市镇（其中一个为城市）。这些市镇下共分为163个行政社区，之下再有549个聚居地：
- 11个城市城镇：巴格達蒂、奇阿圖拉、霍尼、庫塔伊西、薩奇海雷、薩姆特雷迪亞、泰爾焦拉、特基布利、茨卡爾圖博、瓦尼、澤斯塔波尼
- 3个小镇：哈拉加烏利、库拉希（英语：Kulashi）、绍拉帕尼（英语：Shorapani）
- 535个村庄

| 地图             | 市镇 |
| ---------------- | ---- |
|                  |      |
| 庫塔伊西市       |      |
| 巴格達蒂市鎮     |      |
| 瓦尼市鎮         |      |
| 澤斯塔波尼市鎮   |      |
| 泰爾焦拉市鎮     |      |
| 薩姆特雷迪亞市鎮 |      |
| 薩奇海雷市鎮     |      |
| 特基布利市鎮     |      |
| 奇阿圖拉市鎮     |      |
| 茨卡爾圖博市鎮   |      |
| 哈拉加烏利市鎮   |      |
| 霍尼市鎮         |      |